# Социалистическая левая партия (Норвегия)
Социалистическая левая партия (норв. Sosialistisk Venstreparti, SV) — норвежская политическая партия левого толка. Основана в 1975 году на базе Социалистического избирательного союза вокруг Социалистической народной партии. По итогам выборов обычно является четвёртой или пятой по численности партией в парламенте, занимая идеологическую нишу между социал-демократической Рабочей партией и радикальной партией «Красные». С 2012 года во главе партии стоит Эудун Люсбаккен.

## История

### Консолидация левых социалистов
Предшественницей нынешней Социалистической левой партии Норвегии была Социалистическая народная партия (Sosialistisk Folkeparti), образованная в 1961 году левыми социалистами (фракция «Ориентеринг», выпускавшая одноимённую газету), резко выступавшими против членства в НАТО и поэтому разошедшимися с руководством Норвежской рабочей партии по этому и другим принципиальным вопросам внешней политики. К 1969 году партия вошла в конфликт с молодёжным крылом — Социалистической молодёжной лигой (норв. Sosialistisk Ungdomsforbund, SUF), которая перешла на позиции революционного марксизма и заняла маоистскую ориентацию. Приняв название Социалистическая молодёжная лига (марксистско-ленинская), она инициировала создание Рабочей коммунистической партии (марксистско-ленинской).
В 1969 году Социалистическая народная партия, потерявшая на выборах в Стортинг все свои места в парламенте, выступила за создание избирательного блока левых сил. В переговорах об образовании Социалистического избирательного союза (норв. Sosialistisk Valgforbund) помимо народных социалистов приняли участие коммунисты, представители Демократической социалистической партии и примкнувшие к ним независимые социалисты, в том числе из «Информационного комитета Движения трудящихся против членства Норвегии в Европейском сообществе». Переговоры длились 16 дней, но закончились успешно. Несмотря на скептицизм многих политиков и экспертов, предрекавших левосоциалистической коалиции быстрый развал из-за внутренних противоречий, в 1973 году Социалистический избирательный союз смог получить на выборах 11,2 % голосов и 16 мандатов из 155. Одновременно более радикальный Красный избирательный альянс, образованный вокруг маоистов из РКЛ (м-л), получил лишь 0,4 %. Успешное выступление Социалистической избирательной лиги на выборах привело к появлению идеи создания единой левосоциалистической партии, что и было сделано в 1975 году.
Создание Социалистической левой партии не обошлось без трудностей. Самой большой проблемой стало нежелание коммунистов принять решение о самороспуске и вливаться в новую организацию, так как это, по их мнению, могло привести к смерти революционного движения. Остальные участники коалиции проголосовали за создание единой партии, к ним присоединилась и группа членов компартии, включая её председателя Рейдара Ларсена. На выборы 1977 года левые социалисты пошли без коммунистов и повторить свой успех не смогли, сохранив лишь 2 места в Стортинге.
В партии обострились внутренние конфликты, в частности, была предпринята попытка исключить социал-демократическое крыло. Серьёзной проблемой стало обвинение двух депутатов от партии в том, что они сотрудничали с III Рейхом во время Второй мировой войны. Всё же популярность Социалистической левой партии под руководством Тео Коритцинского медленно, но росла. В 1989 году партия, выступая под лозунгами сокращения безработицы, разоружения, борьбы за мир, зелёной политики и достижения экономического равенства, повторила успех 1973 года, получив 10,1 % голосов и 17 мест в парламенте.

### Кризис и пик популярности
В начале 1990-х годов популярность партии снова снизилась. Так, она потеряла большую часть своих избирателей-евроскептиков, которых привлекла на свою сторону Партия Центра, активно боровшаяся против членства Норвегии в Европейском Союзе. В самой партии обострились противоречия между левым и правым крылом. Социалистическое крыло партии было обеспокоено тем, что лидер партии Эрик Солхейм выступает за формирование коалиции с Рабочей партией и центристами. По мнению более радикальных членов партии, социал-демократическая политика Солхейма привела к сильному сдвигу партии к центру, в результате чего она почти перестала отличаться от лейбористов. В результате, в 1997 году Солхейм был вынужден уйти в отставку, оставшись заметной фигурой в политической и международной (как посредник в мирном урегулировании на Шри-Ланке) жизни.
В 1997 году Социалистическую левую партию возглавила Кристин Халворсен. Новый лидер основное внимание стала уделять проблемам образования, детей и молодёжи. Либеральная экономическая политика первого кабинета Йенса Столтенберга, в частности, проведение приватизации, привела к обострению противоречий внутри Рабочей партии и вызвала отток левых избирателей от лейбористов к социалистам. В результате, на парламентских выборах 2001 года Социалистическая левая партия добилась рекордно высокого результата, получив 12,5 % голосов и завоевав 23 места в Стортинге — на фоне лишь 24,3 % голосов, отданных за Норвежскую рабочую партию. На местных выборах 2003 года на региональном уровне за Социалистическую левую партию было отдано 13 % голосов. К началу 2005 года более 20 % норвежских избирателей готовы были голосовать за левых социалистов.

### В «Красно-зелёной коалиции»

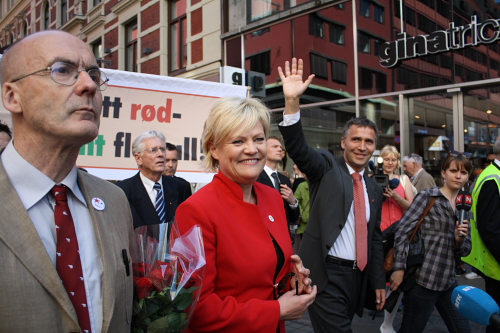
Первомайская демонстрация в 2009 году. Лидер СЛП Кристин Халворсен (по центру) с премьер-министром Йенсом Столтенбергом (справа) из Норвежской рабочей партии и Эрлингом Фольквордом (слева) из «Красных»

В начале 2005 года лейбористы, центристы и социалисты договорились о создании после выборов коалиционного правительства, получившего название «Красно-зелёная коалиция». Небольшие радикальные фракции внутри Социалистической левой партии назвали будущую коалицию «Красно-серой», считая экологическую политику Рабочей партии и Партии Центра недостаточно радикальной. Сами выборы для левых социалистов оказались не очень удачными. Партия, ещё в начале августа имевшая наибольший прогресс в опросах общественного мнения, по итогам голосования была признана наряду с Консервативной партией главными неудачниками выборов. Социалисты получили всего 8,8 % голосов и 15 депутатских мандатов, а также 5 министерских постов в правительстве из 19 — на один больше, чем Партия Центра. Многие исследователи считают, что Социалистическая левая партия разочаровала многих потенциальных избирателей сотрудничеством с лейбористами и центристами. Плохие результаты выборов привели к внутренней борьбе в партии.
На парламентских выборах 2009 года Социалистическая левая партия, несмотря на оптимистические результаты опросов (около 10 %), потеряла четыре места, но всё же «Красно-зелёная коалиция» сохранила большинство. В новом правительстве партия получила 4 места, так же, как и Партия Центра. СЛП уступила Рабочей партии пост министра финансов, чтобы сохранить контроль над министерством образования и научных исследований. После местных выборов 2011 года, на которых за партию проголосовало лишь немногим больше 4 % избирателей, Халворсен объявила, что в 2012 году покинет пост лидера партии. Во главе СЛП её сменил незадолго до этого подавший отставку с поста министра в делах детей и равенства Эудун Люсбаккен, ранее определявший себя как революционный марксист и антикапиталист.

## Идеология
С момента своего создания Социалистическая левая партия позиционирует себя как социалистическая. Конкретнее, её относили к демократическим социалистам, экосоциалистам, левым социал-демократам и марксистам. Внутри неё присутствуют и более радикальные активисты, включая членов троцкистской организации Международная лига Норвегии.
Как и её предшественники, Социалистическая народная партия и Информационный комитет Движения трудящихся против членства Норвегии в Европейском сообществе, партия выступает за государство всеобщего благосостояния, при котором в Норвегии не будет социальной несправедливости. С этой целью она поддерживает повышенное налогообложение богатых и негативно относится к перспективе вступления в Евросоюз (по словам бывшего лидера Социалистической народной партии Финна Густавсена, эта организация показала, насколько «злым и нелепым» является в действительности капитализм). По данным опроса 2002 года, лишь четверть членов Социалистической левой партии хотели бы присоединиться к Европейскому Союзу.

### Бесплатное образование
После избрания лидером партии Кристин Халворсен одной из основных тем левых социалистов стали проблемы образования. Этот приоритет сохранился и в правительственной коалиции — должность министра образования и научных исследований поочерёдно занимали представители СЛП Ойстейн Дьюпедал, Бард Вегар Солхьель и Кристин Халворсен. Социалистическая левая партия считает неприемлемой коммерциализацию образовательной сферы и успешно отстаивает всеобщее бесплатное образование. Партия настаивает, что каждый человек имеет право на свободный доступ к детским садам и выступает за сокращение числа частных школ или даже их полную национализацию. По мнению левых социалистов, государственные школы, финансируемые правительством, помогают «сгладить социальное неравенство», а также «выровнять социальные различия» между этническими меньшинствами. Партия защищает дальнейшее увеличение финасирования государственных школ, указывая, что это позволит уменьшить количества учеников на одного учителя, и, следовательно, повысить качество образования. По инициативе социалистов после прихода к власти «Красно-зелёной коалиции» школьные учебники стали бесплатными.

### Экология и феминизм
Большое внимание партия уделяет вопросам защиты окружающей среды. Во время парламентских выборов 2009 года левые социалисты позиционировали себя как «самую большую» и «сильную» партии зелёных в Норвегии. В то же время, в партии имеются противоречия по поводу бурения нефтяных скважин на Лофотенских островах и Вестеролене, хотя большинство высказывается резко против. Лидер партии Кристин Халворсен назвала политику «Красно-зелёной коалиции» в области окружающей среды одной из «самых радикальных в Европе». В правительстве Столтенберга за экологическое направление отвечает бывший лидер социалистов Эрик Солхейм.
В последние годы партия пропагандирует себя как феминистская, выступая за общество равных возможностей для женщин и мужчин, в котором обеспечены равный социальный статус и равная оплата труда. Во время парламентских выборов 2005 года молодёжное крыло партии включило в число четырёх основных вопросов борьбу с сексуальными домогательствами. По данным опроса газеты «Klassekampen» (органа партии «Красные»), проведённого в январе 2005 года среди 150 из 169 депутатов Стортинга, Социалистическая левая и Либеральная партии были признаны самыми феминистскими в парламенте, а Партия прогресса — наименее феминистской. По словам Арилда Стоккан-Гранде, в партийных органах социалистов женщин больше, чем мужчин.

### Интеграция иммигрантов
В 1992 году Лисбет Холанд из Социалистической левой партии предложила уравнять выходцев из неевропейских стран с гражданами ЕС в правах на въезд в страну, после чего на неё обрушилась критика консерваторов. Согласно опросам 1999 и 2009 годов Социалистическая левая партия неизменно признаётся самой дружественной к иммигрантам парламентской партией. 82,9 % членов Социалистической левой партии высказались в поддержку иммиграции в страну — большие показатели были только среди членов внепарламентской левой партии «Красные». В то же время, почти треть избирателей Социалистической левой партии не хотели бы жить в районе с большим количеством иммигрантов. Поддержка партии среди иммигрантов упала с 25 % в 2005 году до 6 % в 2009 году. Норвежско-сомалийский писатель Амаль Аденском пояснил, что «мы не получаем ничего от политики левых социалистов. Они говорят, что всё хорошо, и это всё равно не работает».
Левые социалисты считают, что социальное равенство в Норвегии можно достигнуть только через этническое равенство, полагая, что страна будет эволюционировать в более мультикультурное общество.

### Внешняя политика
В большинстве вопросов внешней политики партия выступает против военных действий и военно-политических блоков. Так, левые социалисты были резко против вторжения США в Афганистан и Ирак. При этом, возглавляемое Халворсен руководство партии, хотя и не в полном составе, поддержало военные действия в Косово. Одновременно большинство рядовых членов остались верны изначальным пацифистским принципам СЛП. Так, партийное отделение в Акерсхусе требовало мирного решения с участием ООН и назвало операцию «террористическими бомбардировками НАТО», считая, что она ознаменовала собой первый случай в истории, когда Норвегия напала на другую страну. Во время ожесточённой внутрипартийной дискуссии Халворсен угрожала уйти в отставку, если партийная оппозиция не отступит от своих требований.
После вступления в «Красно-зелёную коалицию» в 2005 году партия несколько изменила своё отношение к военным операциям НАТО, предложив в 2008 году создать «новую стратегию» для норвежских вооружённых сил, расположенных в Афганистане. Подобная позиция вызывает сильную критику руководства внутри партии. Недовольные (особенно отделение СЛП в Бергене) требовали вывода контингента из Афганистана. Несмотря на поддержку действий НАТО в Афганистане, Социалистическая левая партия выступила против отправки дополнительных солдат в регион.
В 2011 году молодой музыкант Снорре Вален, избранный в Стортинг от Социалистической левой партии, предложил номинировать Джулиана Ассанджа на Нобелевскую премию мира за вклад в «борьбу за права человека, демократию и свободу слова».

## Членство и структура
Максимальное количество членов в Социалистической левой партии было зафиксировано в 2005 году — 10 500 человек. Позднее число членов партии сократилось и в 2008 году в партии числилось 9 500 человек.
Высшим руководящий орган партии — национальная конференция (landsmøtet), собирающаяся раз в два года. Между конференциями партией руководит национальное правление (landsstyret) и центральное правление (sentralstyret). Шестеро членов правления избираются прямым голосованием на конвенции, ещё несколько человек являются постоянными членами, остальные избираются региональными организациями. Правление собирается примерно шесть раз в год для рассмотрения текущих политических и организационных вопросов. Центральный Комитет управляет партией в промежуточный период между заседаниями Правления. Комитет состоит из лидера партии, двух его заместителей, секретаря партии, лидера парламентской фракции, лидера «Социалистической молодёжи» (Sosialistisk Ungdom, SU) и ещё пяти других членов. Лидер партии избирается на конвенции на два года. СЛП состояла из губернских дружин (fylkeslaget), губернские дружины из местных дружин (lokallaget), 
Губернские дружины
Губернские дружины соответствуют фюльке. Высший орган губернской дружины — конференция губернской дружины (fylkeslagets årsmøte), между конфренциями губернской дружины — правление губернской дружины (fylkeslagets styre).
Местные дружины
Местные дружины соответствуют коммунам. Высший орган местной дружины — общее собрание местной дружины (lokallagets årsmøte), между общими собраниями местной дружины — правление местной дружины (lokallagets styre).

## Представительство в Стортинге

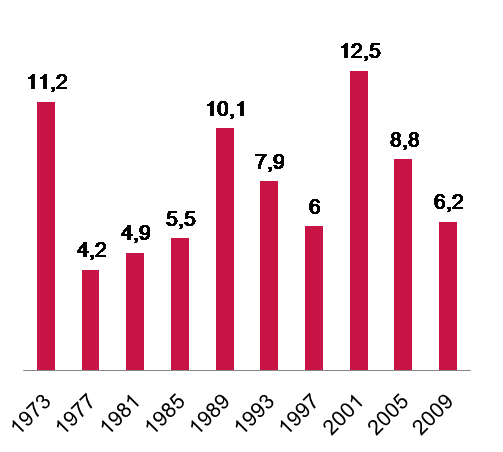
Электоральная динамика СЛП на выборах 1973-2009 годов

| Год  | % голосов | мест      |
| ---- | --------- | --------- |
| 1973 | 11,2      | 16 из 155 |
| 1977 | 4,2 ▼     | 2 из 155  |
| 1981 | 4,9 ▲     | 4 из 155  |
| 1985 | 5,5 ▲     | 6 из 157  |
| 1989 | 10,1 ▲    | 17 из 165 |
| 1993 | 7,9 ▼     | 13 из 165 |
| 1997 | 6,0 ▼     | 9 из 165  |
| 2001 | 12,5 ▲    | 23 из 165 |
| 2005 | 8,8 ▼     | 15 из 169 |
| 2009 | 6,2 ▼     | 11 из 169 |
| 2013 | 4,1 ▼     | 7 из 169  |
| 2017 | 6,0 ▲     | 11 из 169 |
| 2021 | 7,5 ▲     | 13 из 169 |

## Международные организации
Социалистическая левая партия является членом Северного альянса зелёных и левых.